# زنجیر عصبی شکمی

کابدشناسی یک حشره، با مغز (شماره ۵) به رنگ و زنجیر عصبی شکمی (شماره ۱۹) به رنگ.

زنجیر عصبی شکمی یا طناب عصبی شکمی (به انگلیسی: Ventral nerve cord) ساختار اصلی سیستم عصبی مرکزی بی‌مهرگان است. این معادل عملکردی نخاع در مهره‌داران است. زنجیر عصبی شکمی سیگنال‌های عصبی را از مغز به بدن و برعکس هماهنگ می‌کند و ورودی حسی و خروجی حرکتی را یکپارچه می‌کند. از آنجایی که بندپایان دارای سیستم گردش خون باز هستند، حشرات سر بریده هنوز می‌توانند راه بروند، پرورش دهند و جفت‌گیری کنند - این نشان می‌دهد که مدار زنجیر عصبی شکمی برای انجام برنامه‌های حرکتی پیچیده بدون ورودی مغز کافی است.
در کرم کوچک Meara stichopi، به جای آن یک جفت زنجیر عصبی پشتی وجود دارد.